# قشلاق اغداش محمود
قشلاق اغداش محمود یک روستا در ایران است که در استان اردبیل واقع شده‌است. قشلاق اغداش محمود ۳۴ نفر جمعیت دارد.